# Jean Lave
Jean Lave, Ph.d. er socialantropolog og beskæftiger sig med social læringsteori.
I 1968 færdiggjorde Jean Lave sin doktorgrad i social antropologi ved det amerikanske universitet Harvard. Jean Lave er professor ved University of California, Berkeley.
Jean Lave har sammen med Etienne Wenger udviklet teorien om situeret læring gående ud på, at indlæring sker kollektivt og ved deltagelse i praktisk virksomhed.

## Forfatterskab
Hun har bl.a. skrevet følgende:
- Holland, D., & Lave, J. (2009). Social Practice Theory and the Historical Production of Persons. Actio: An International Journal of Human Activity Theory, 2, 1-15.
- Holland, D., & Lave, J. E. (2001). History in person. Santa Fe: School of American Research Press.
- Lave, J. (1988). Cognition in practice: Mind, mathematics, and culture in everyday life. New York. Cambridge University Press.
- Lave, J. (1996). Teaching, as Learning, in Practice. Mind, Culture and Activity, 3(3), 149-169.
- Lave, J. (1999). Læring, mesterlære, social praksis. I: K. Nielsen & S. Kvale (Red.): Mesterlære – Læring som social praksis. København: Hans Reitzels Forlag.
- Lave, J. (2009). Situeret læring og praksis i forandring. Nordiske Udkast, 37(1).
- Lave, J. (2011). Apprenticeship in Critical Ethnographic Practice. Chicago: The University of Chicago Press.
- Lave, J. (2012, februrary 16). Changing practice. Mind, Culture, and Activity 19, 156-171.
- Lave, J., & Packer, M. (2008). Towards a social ontology of learning. In S. Brinkmann, K. Emholdt, & G. Kraft (Eds.), A Qualitaty Stance: In memory of Steinar Kvale, 1938-2008 (pp. 17-46): Århus University Press.
- Lave, J., & Wenger, E. (2001). Situated learning: legitimate peripheral participation. Cambridge: Cambridge University Press.
- Lave, J., & Wenger, E. (2003). Situeret læring - og andre tekster. Gylling: Hans Reitzels.

 Der er for få eller ingen kildehenvisninger i denne artikel, hvilket er et problem. Du kan hjælpe ved at angive troværdige kilder til de påstande, som fremføres i artiklen.